# Nymphon nakamurai
Nymphon nakamurai är en havsspindelart som beskrevs av Stock, J.H. 1994. Nymphon nakamurai ingår i släktet Nymphon och familjen Nymphonidae. Inga underarter finns listade i Catalogue of Life.